# Dmitrii Menshov
Dmitrii Evgenevich Menshov (em russo:  Дмитрий Евгеньевич Меньшов; (Moscovo, 18 de abril de 1892 — 25 de novembro de 1988) foi um matemático russo, conhecido pela sua contribuição na teoria trigonométrica.
Foi estudante de Dmitri Egorov. Foi orientador de Sergey Stechkin.
Foi eleito membro correspondente da Academia de Ciências da Rússia em 1953.